# 沢田豊
沢田 豊（さわだ ゆたか、1886年1月10日 - 1957年9月3日）は、ドイツを中心に、ヨーロッパで活動した日本人のサーカス芸人、曲芸師。

## 経歴
愛知県葉栗郡大野村（現・一宮市浅井町大野）で、医師の三男として生まれる。1891年の濃尾地震により浅草の祖父の元に身を寄せる。浅草で玉乗り曲芸の「横田一座」を見て、家出をして一座に加わり、16歳だった1902年に（14歳だった1900年とする記述もある）、横田一座の一員としてロシア帝国統治下のウラジオストクに渡り、さらにサンクトペテルブルクを含むロシア各地を巡業した。1904年、日露戦争が勃発した際、一座はヤルタにいたが、そのまま抑留された。その後、一座はコンスタンチノーブルからギリシャ、エジプトを経てイタリアに至り、以降ヨーロッパ各地で興行を行なった。
横田一座は1907年に、ドイツの新興サーカス団サラザニと契約し、沢田は青竹の上に頭だけで倒立する技などによって評判を呼び、スターとなった。また、ドイツ人女性アグネスと結婚し、やがてふたりの間には6人の子どもたちが生まれた。
1914年に第一次世界大戦が勃発すると、横田一座は敵国人として一時拘束され、一座は解散となってしまう。沢田はしばらくの間、スイスのチューリッヒで電気技師として働いた。
第一次世界大戦後、沢田はサラザニから呼び戻され、子どもたちとともに「サワダファミリー」として曲芸を披露した。1934年からはサラザニの南米巡業に参加し、その後の日本公演の企画も出ていたが、それは実現せず、興行主サラザニの急死を受けてサーカスがドイツに帰国した後、1936年に沢田はサラザニの息子から解雇されてしまう。
その後、沢田一家は、キャバレーのショーなどで活動を続けたが、第二次世界大戦でドイツが敗北した後、ベルリンを占領したソビエト連邦軍によって、日本人であった沢田は家族とともに満洲の新京へ強制送還された。その後、沢田一家は混乱した時期の中国におよそ3年ほどとどまり、1948年にドイツに戻った。その後も沢田一家は曲芸の興行を1953年まで続けた。
晩年の沢田はゲッティンゲンに、妻子とともに住んでいたが、1957年9月3日に心臓衰弱で死去した。

## その後
沢田の次男である日系ドイツ人マンフレッド・ユタカ・サワダ（1919年生）は、1990年に日本の新聞を通してルーツ探しを行い、翌1991年に、横浜市の「野毛大道芸ふぇすてぃばる」に招かれて来日した。
1993年には、サーカス研究家である大島幹雄による、沢田の評伝『海を渡ったサーカス芸人 コスモポリタン沢田豊の生涯』が出版された。

## 関連文献
- 大島幹雄『海を渡ったサーカス芸人 コスモポリタン沢田豊の生涯』平凡社、1993年